# 施氏圓咽麗魚
施氏圓咽麗魚（学名：Cyclopharynx schwetzi）為輻鰭魚綱鱸形目隆頭魚亞目慈鯛科的其中一種，分布於非洲剛果河東南部流域，體長可達10公分，棲息在底中層水域，生活習性不明，可做為觀賞魚。